# Saint-Vallier Basket Drôme
Il Saint-Vallier Basket Drôme è una società cestistica avente sede a Saint-Vallier, in Francia. Fondata nel 1993 dalla fusione dello JA Saint-Vallier e del GYM Saint-Vallier, gioca nel campionato francese.
Disputa le partite interne nel Complexe sportif des deux Rives, che ha una capacità di 2.132 spettatori.